# ناحیه (چین)
ناحیه (به چینی: 街道، به پین‌یین: jiēdào، نویسه‌گردانی: جیه‌داو) یا «ناحیهٔ شهری»، واژه‌ای است که در کشور چین، برای اشاره به زیرمجموعه‌های تشکیل دهنده یک شهر در سطح شهرستان یا یک منطقهٔ تابع شهر استفاده می‌شود. معنی لغوی نام این واحد تقسیماتی، «خیابان و بلوار»، و معادل فارسی آن، «کوی و برزن» می‌باشد. نام این واحد تقسیماتی در ترکی اویغوری، «کوچا باشقارما» است.
بهترین معادل برای این واحد تقسیماتی، نواحی شهرداری در ایران می‌باشد. در شهرهای بزرگی مثل تهران و اصفهان مناطق شهرداری به واحدهای کوچکتری به نام «ناحیه» تقسیم شده‌اند، و در شهرهای کوچکتر ایران، شهرداری‌هایی که منطقه‌بندی ندارند، خود به «ناحیه» تقسیم شده‌اند.
در رتبه‌بندی مناطق در سلسله مراتب تقسیمات کشوری جمهوری خلق چین، ناحیه‌ها، به همراه قصبه‌ها (به چینی:乡، به پین‌یین: Xiāng، نویسه‌گردانی: شیانگ) و شهرک‌ها (به چینی:镇، به پین‌یین: zhèn، نویسه‌گردانی: ژِن)، در سطح چهارم تقسیمات اداری می‌باشد. در چین «شهرک» به شهرهای کوچک و مجزا که دورادور آن را مناطق روستایی احاطه کرده اشاره دارد، «قصبه» به مجموعه‌ای از روستاها و شهرکهای کوچک‌تر و مناطق روستایی محاط آن. ولی «ناحیه» به منطقه‌ای که بخشی از یک شهر بزرگتر است اشاره دارد.